# Операция «Михаэль»
Опера́ция «Михаэ́ль» (21 марта 1918 — 5 апреля 1918) — крупномасштабное наступление германских войск против армий Антанты во время Первой мировой войны. Первое наступление из серий наступательных операций германских войск весной 1918 года. Несмотря на тактический успех, выполнить главную задачу немецким армиям не удалось. В этом крупнейшем сражении Первой мировой войны участвовало 90 германских, 46 английских и 40 французских дивизий.
План предстоящего наступления предусматривал разгром союзных войск на Западном фронте. Планировалось расчленить союзную группировку войск, британские войска «скинуть в море», а французские заставить отступать к Парижу. Несмотря на первоначальные успехи, германским войскам не удалось превратить тактический прорыв в оперативный и выполнить задачу. Однако после проведения операции «Михаэль» германское командование не отказалось от активных действий и продолжило наступательные операции на Западном фронте.

## Перед операцией
План весеннего наступления был разработан германским командованием ещё в конце 1917 года. Первоначально существовало два варианта предстоящей операции. Первый план предусматривал наступления против французской армии в районе Вердена. Однако на этом важном участке фронта французское командование сосредоточило крупные силы и резервы. Тем более, как показал опыт 1916 года, французы стремились оборонять этот участок всеми силами, чтобы не открыть немцам дорогу на Париж. Второй вариант предусматривал наступление во Фландрии в районе Ипра с целью прорвать оборону британских войск. После этого планировалось прижать британцев к морю и уничтожить их войска. В случае успеха германская армия могла также захватить порты на побережье и значительно помешать подвозу британских войск во Францию.
В итоге генерал Людендорф принял второй план наступления, однако по его настоянию направление главного удара немецких войск было перенесено. Людендорф полагал, что германские войска добьются максимального успеха не в районе Ипра, а в районе Арраса, на стыке английских и французских армий. В январе 1918 года генерал Людендорф совершил поездку по линии фронта и лично изучил обстановку на участке армий у Арраса. Как и ожидалось, британская оборона здесь была организована значительнее слабее, чем во Фландрии, а британское командование не имело крупных резервных соединений. После этого было окончательно принято решение, что главный удар в предстоящей операции будет наноситься в районе Арраса и Ла-Фера.

### Подготовка операции
Окончательный план операции был утверждён 10 марта 1918 года. Наступление начиналось утром 21 марта. Главный удар должны были нанести 2-я и 17-я армии. Они должны были охватывающими ударами окружить англичан у Камбре, а затем наступать в направлении Аррас, Альбер. 18-я армия должна была прикрывать левый фланг ударной группировки, а также выйти на реку Сомма и форсировать её. Германское командование отдало приказ о начале с 20 марта мелких атак и демонстративного артиллерийского огня на других участках фронта с целью отвлечь внимание британцев от участка предстоящего наступления.
Помимо этого немцы усиленно готовили войска к наступлению. Была создана инструкция для войск «Наступление в позиционной войне». Немецкое командование ввело ряд нововведений в использование артиллерии и авиации. Все соединения, которым предстояло участие в наступлении, прошли трёхнедельную подготовку. Шли тренировки по движению за огневым валом, уничтожению танков, взаимодействию с авиацией. Проводилась воздушная разведка, аэрофотосъёмки английских позиций детально изучались.
Однако германское командование допустило ряд ошибок. В немецкой армии на Западном фронте не хватало подвижных соединений, практически вся кавалерия ещё оставалась на Восточном фронте. Германское командование недооценивало танки. К началу операции немцы имели всего 10 своих танков A7V и 75 трофейных британских, захваченных ими в боях 1917 года.

### Ситуация на фронте в начале 1918 года
К 1917 году инициатива окончательно перешла к странам Антанты. На стороне Антанты выступили США и Греция. Поводом для вступления в войну США стала так называемая Телеграмма Циммермана. Поражение стран Центрального блока казалось делом времени. Однако в конце 1917 года власть в России захватили большевики, которые начали сепаратные переговоры о мире со странами австро-германского блока. В марте 1918 года между Германией и Советской Россией был заключён Брестский мирный договор: Германия получила возможность перебросить 44 дивизии с переставшего существовать Восточного фронта на Западный, создав численный перевес над союзными армиями. Немцы хотели в создавшихся условиях прорвать фронт, начать манёвренную войну и разгромить армии Антанты. Германское командование планировало сделать это в начале 1918 года до прибытия основных сил американской армии в Европу. Основные силы американских войск ещё не успели прибыть на фронт, поэтому обстановка на Западном фронте для стран Антанты осложнилась.
Командование Антанты планировало в начале 1918 года ограничиться сугубо оборонительными действиями. Союзному командованию было известно о том, что весной немцы планируют крупномасштабное наступление на Западном фронте. Союзники ожидали главный удар против 3-й и 5-й английских армий между Скарпом и Уазой. Однако цель и мощь германского удара определены не были.

## Силы сторон
Для проведения операции германское командование на участке фронта в 70 км сосредоточило 62 пехотные дивизии. В составе трёх армий имелось около 6000 орудий и около 1000 самолётов. Для наступления немецкие войска были организованы в три эшелона. В первом эшелоне находилось 30 дивизий, во втором 19, в третьем 10, а в резерве немецкое командование оставило 3 дивизии.
На этом участке фронта оборонялись 3-я и 5-я британские армии. Британцы имели 32 пехотные и 3 кавалерийские дивизии, 216 танков, около 3000 орудий и 500 самолётов. Таким образом, немцы имели двукратное превосходство над союзниками на предполагаемом участке прорыва.
10 марта последовала директива Главной квартиры о наступлении «Михаэль». Она гласила:
«1) Атака «Михаэль» состоится 21-го марта. Наступление на первую неприятельскую позицию – в 9 часов 40 минут утра.
2) Первым стратегическим заданием группы кронпринца Рупрехта является охват англичан в секторе Камбрэ и занятие района севернее реки Оминьон, впадающей в Сомму, до линии Круазиль – Бапом - устье Оминьона. При удачном ходе атаки на правом крыле (17-я армия), ее  следует  продолжить за Круазиль.
Дальнейшей задачей группы является атака в направлении Аррас - Альбер, опираясь при этом левым крылом на Сомму у Перрона. Имея центр тяжести на правом крыле, надлежит поколебать английский фронт и перед 6-й армией, освобождая расположенные здесь на позиции германские силы для маневренной войны. В этом случае должны быть немедленно подтянуты все дивизии, стоящие за 4-й и 6-й армиями.
3) Группа германского кронпринца вначале продвигается до Соммы и Крозатского канала южнее Соммы. При быстром продвижении 18-й армии   надлежит захватить переправы через Сомму и канал. Вместе с тем, 18-я армия должна быть готова распространить свое правое крыло до Перрона. Группа заботится об усилении левого крыла 18-й армии дивизиями 7-й, 1-й и 3-й армий.
4) 2-й гвардейской, 26-й и 12-й пехотными дивизиями распоряжается Верховное командование.

## Боевые действия

### Начало наступления
Рано утром 21 марта 1918 года германская артиллерия открыла огонь по английским позициям на всём участке наступления. Артиллерийская подготовка длилась пять часов. Обстрелу подверглись штабы, командные пункты, позиции противника. Англичане понесли тяжёлые потери, связь в войсках была нарушена. Затем под прикрытием огневого вала в атаку перешла немецкая пехота. Ответные действия англичан из-за неожиданности наступления не принесли должного результата.
В воздухе господствовала немецкая авиация. По данным воздушной разведки германское командование получило точные данные о ходе боёв и о темпах наступления своих войск. К середине дня в бой вступила штурмовая авиация немцев, которая умело взаимодействовала с пехотой, обстреливая оборонительные позиции англичан. В итоге первого дня боёв 17-я и 2-я немецкие армии продавили английскую оборону на 2–4 км, а 18-я армия вклинилась во вражескую оборону на 6–7 км. Несмотря на это, прорвать фронт немцам не удалось. 2-я и 17-я армии не сумели охватить британские войска у Камбре. Немцам не удалось полностью захватить артиллерийские позиции британских войск. Британскому командованию удалось оттянуть практически всю артиллерию в тыл, поэтому германцам удалось захватить лишь 138 орудий.
На следующий день наступление 17-й армии продолжились. Завязались ожесточённые бои между наступавшими дивизиями немцев и обороняющимися британцами. К 23 марта немецкие соединения на участке 3-й английской армии продвинулись всего на 5–6 км. Части 2-й армии двигались заметно быстрее, в результате отступления частей 3-й британской армии у Камбре немцы продвинулись здесь на 10–12 км. Наибольшего успеха добились части 18-й армии, которые должны были играть вспомогательную роль. За три дня боёв немецкие подразделения прорвали оборону 5-й английской армии, форсировали реку Сомму и начали преодолевать оперативную оборону англичан. Всего же подразделения 18-й армии продвинулись на 20 км.
Особенную роль в успехе 18-й немецкой армии сыграла штурмовая авиация, которая всячески поддерживала наступавшую пехоту. Однако в последующие дни ситуация в воздухе выровнялась, поскольку к английским лётчикам присоединились французские. В результате боевых действий 18-й немецкой армии подразделения 5-й английской армии оказались не способны в одиночку противостоять наступавшим германцам.

### Продолжение наступления
После того как стало ясно, что наступление развивается не по намеченному плану, а наибольшего успеха добились соединения вспомогательной 18-й армии, германское командование приняло новый план ведения наступления. Планировалось продолжать охват союзных войск с целью их расчленения. Англичан планировалось прижать к морю, а французов вынудить отступать к Парижу. 2-я армия получила новый приказ: с целью рассечения и образования разрыва между 5-й британской и 6-й французской армиями действовать не только севернее Соммы, но теперь и на её южном берегу. На 17-ю армию возлагалась задача продолжать наступление и сбросить англичан в море. Теперь немецкие армии наступали в расходящихся направлениях. Этот план был принят германским командованием после оценки начального успеха. 23 марта на совещании германского командования генерал Людендорф сообщил о том, что минимум 50 английских дивизий разбиты и беспорядочно отступают.
Немецкое наступление развивалось. Французские войска, брошенные на помощь союзнику, с ходу вступали в бой и в результате этого зачастую оставались без поддержки авиации и артиллерии. К 26 марта наибольшего успеха достигли части 18-й армии. 5-я английская армия отходила в сторону моря, а 6-я французская армия была вынуждена отступать в направлении Парижа. Командующий 5-й армией Хьюберт Гоф был отстранён от командования. Разбитые части 5-й армии заменялись свежими силами 4-й английской армии. В полосе союзного фронта образовался разрыв в 15 км, открывавший дорогу на Амьен. Положение союзных войск стало очень тяжёлым. После этого 26 марта немецкое командование дало новые указания наступавшим войскам. 2-й армии было приказано развивать наступление и захватить Амьен, 17-я армия должна была форсировать реку Авр и двигаться в направлении Компьена.
В связи с тяжёлым положением на фронте союзное командование созвало конференцию, на которой было принято решение о назначении единого командующего войсками Антанты. Им стал французский генерал Фош, которому было поручено остановить продвижение германских армий. Командующий сразу принял активные меры по организации обороны у Амьена. 5-й французской и 1-й английской армии было приказано сосредоточить все имеющиеся силы у Амьена. У Соммы было решено произвести замену потрёпанных британских дивизий французскими. 27 марта у немецких войск начались проблемы. Попытки немцев развить наступление на Аррас оказались безрезультатными. В этих условиях немецкое командование перенесло главные усилия на действия 2-й и 18-й армий. 27 марта части 18-й армии сумели провести ряд успешных атак и захватили Мондидье, а 2-я армия взяла Альбер и установила контроль над переправами через реки Анкр и Миромон. 4-я британская армия отошла на 8–9 км, сопровождая свой отход частыми контратаками. На этом крупные успехи немецких армий фактически завершились.

### Завершение наступления
Союзное командование сосредоточило 1-ю и 3-ю французские армии, которые должны были прикрыть дорогу на Париж и защищать Амьен. К 28 марта союзным войскам полностью удалось ликвидировать брешь в линии фронта на амьенском участке. Темп германского наступления постепенно снижался. Одновременно с этим бои приобрели позиционный и локальный характер. На протяжении всего фронта союзным войскам удалось приостановить немецкие войска. Снова начались позиционные боевые действия, что не входило в планы германского командования. Понимая бесперспективность дальнейших атак и невозможность перехода к манёвренным боям, генерал Людендорф отмечал: 
Неприятельское сопротивление оказалось выше уровня наших сил. Переход к сражению на истощение был недопустим, ибо таковое противоречило нашему стратегическому и тактическому положению.
 После этого 5 апреля немецкое командование отдало приказ о завершении наступательных действий на всём протяжении фронта.

## Итоги
На начальном этапе весеннего наступления немецкие войска потеряли 240 000 человек убитыми, ранеными и пленными. Союзные войска также понесли тяжёлые потери: 212 000 человек убитыми, ранеными и пленными. По другим данным, потери союзников были намного значительнее: 254 739 человек убитыми, ранеными и пленными.
В ходе операции «Михаэль» германские войска добились крупных успехов. На протяжении 70 км немецкие войска вклинились в оборону союзных войск на 60 км. Наибольших успехов добилась 18-я германская армия, которая за 16 дней боёв прошла 84 км. В среднем германские войска за день продвигались на 6 км. Для Западного фронта это был потрясающий успех: в 1915–1917 годах армии в результате наступлений продвигались на 1–2 км при тяжелейших потерях. Успех германского наступления оказался возможен при внезапности удара, превосходстве сил и умелом взаимодействии с артиллерией и авиацией. Важную роль в успехе немцев сыграла их авиация. Например, 22 марта германская авиация постоянными обстрелами сломила сопротивление двух британских дивизий у Бовуа, чем значительно облегчила задачу своей пехоте.
В ходе ожесточенных боёв в воздухе лишь в марте союзники потеряли 364 самолёта против 58 немецких.
Однако превратить тактический прорыв фронта в оперативный германским войскам не удалось. Главная цель операции — расчленить союзные армии и уничтожить их — не была достигнута. Одной из причин неудачи было отсутствие подвижных войск. Особенно это ощутилось во время образования бреши у Амьена, когда немцы не смогли быстро воспользоваться этим разрывом в линии фронта. Из-за того, что участок наступления составлял всего лишь 70 км, командование Антанты могло легко перебрасывать резервы с других участков фронта. Действия союзных войск стали намного продуктивнее после образования единого верховного командования Антанты.
Одним из главных результатов операции «Михаэль» для союзных войск было создание единого командования. С началом наступления французское командование не предпринимало никаких попыток помощи британским войскам. Командующий французской армии Петен считал, что немцы могут перейти в наступление в Шампани, и держал главные резервы французской армии там. Только когда ситуация для союзных войск стала угрожающей, было создано единое командование Антанты, после чего 23 марта первые французские войска начали прибывать на фронт для помощи союзнику.